# Raión de Braslov
Braslov (en bielorruso: Браслаўскі раён) es un raión o distrito de Bielorrusia, en la provincia (óblast) de Vítebsk. 
Comprende una superficie de 2 270 km².
El centro administrativo es la ciudad de Braslaw.

## Demografía
Según estimación 2010 contaba con una población total de 29 175 habitantes.

## Subdivisiones
Comprende la ciudad subdistrital de Braslaw, el asentamiento de tipo urbano de Vidzy y los siguientes selsoviets:
- Ajrémawtsy
- Vidzy
- Daliokiya
- Druya
- Miazhany
- Opsa
- Pliusy
- Slabodka
- Tsiatsierki